# Sigerfjord
Sigerfjord is een plaats in de Noorse gemeente Sortland, provincie Nordland. Sigerfjord telt 776 inwoners (2007) en heeft een oppervlakte van 0,86 km².